# Кравченко, Сергей Трофимович
Серге́й Трофи́мович Кра́вченко (26 октября 1925, Беляевка, Одесская область — 26 октября 1956, Беляевка) — Герой Советского Союза, автоматчик 117-го гвардейского стрелкового полка 39-й гвардейской стрелковой дивизии 8-й гвардейской армии 1-го Белорусского фронта, гвардии красноармеец.

## Биография
Родился 26 октября 1925 года в селе Беляевка, ныне город Одесской области. Работал рабочим в совхозе «Родина» Беляевского района. С августа 1941 года находился на временно оккупированной территории.
После освобождения села в апреле 1944 года призван в Красную Армию. Принимал участие в боях Великой Отечественной войны с июля 1944 года. С первых дней зарекомендовал себя смелым воином. Особо отличился в ходе Люблин-Брестской наступательной операции.

## Во время Великой Отечественной войны
8-я гвардейская армия 1-го Белорусского фронта, в составе которой служил автоматчиком 117-го гвардейского стрелкового полка 39-й гвардейской стрелковой дивизии гвардии красноармеец Кравченко, находясь на направлении главного удара, 18 июля 1944 года прорвала оборону гитлеровцев севернее Ковеля. В ходе дальнейшего наступления вышла к реке Западный Буг.
21 июля 1944 года Кравченко первым переправился на правый берег реки Западный Буг и огнём автомата отвлёк на себя внимание противника, что позволило остальной группе форсировать реку без потерь.
При взятии города Хелм во время атаки на высоту 220,0 он уничтожил семерых солдат противника и ещё троих взял в плен и установил на высоте красное знамя.
28 июля советские войска вышли к Висле.
Днём 1 августа 1944 года гвардии красноармеец Кравченко первым преодолел Вислу у населённого пункта Осемборув возле села Магнушев и с ходу вступил в бой. На первом отвоёванном доме он водрузил флаг. В боях по расширению плацдарма участвовал в преодолении сильно укреплённой линии обороны противника, огнём из автомата уничтожил 13 солдат противника. Когда противник ввел в бой три самоходные установки, возникло замешательство в наступающих подразделениях. Кравченко выдвинулся вперёд и гранатой подбил одну из них, остальные оставили свои позиции. Благодаря смелым действиям Кравченко положение было восстановлено, а плацдарм на левом берегу реки был удержан до подхода основных сил полка.
Во время атаки штурмового орудия Кравченко был тяжело ранен.
Указом Президиума Верховного Совета СССР от 24 марта 1945 года за мужество, отвагу и героизм, проявленные в борьбе с немецко-фашистскими захватчиками, гвардии красноармейцу Кравченко Сергею Трофимовичу присвоено звание Героя Советского Союза.
Продолжительное время лечился в госпиталях и на фронт больше не вернулся. После войны демобилизован. Жил и работал в родном селе.
Умер 26 октября 1956 года.

## Награды и звания
- Звание Герой Советского Союза. Указ Президиума Верховного Совета СССР от 24 марта 1945 года:
  - медаль «Золотая Звезда» № 7088,
  - орден Ленина № 49028.
- Орден Славы III степени. Приказ командира 39-й гвардейской стрелковой дивизии № 075/н от 5 августа 1944 года.
- Медаль «За победу над Германией в Великой Отечественной войне 1941—1945 гг.». Указ Президиума Верховного Совета СССР от 9 мая 1945 года.
- Медали СССР.

## Память
- Бюст Героя установлен в городе Беляевка.